# 加西亚·德·诺达尔远航

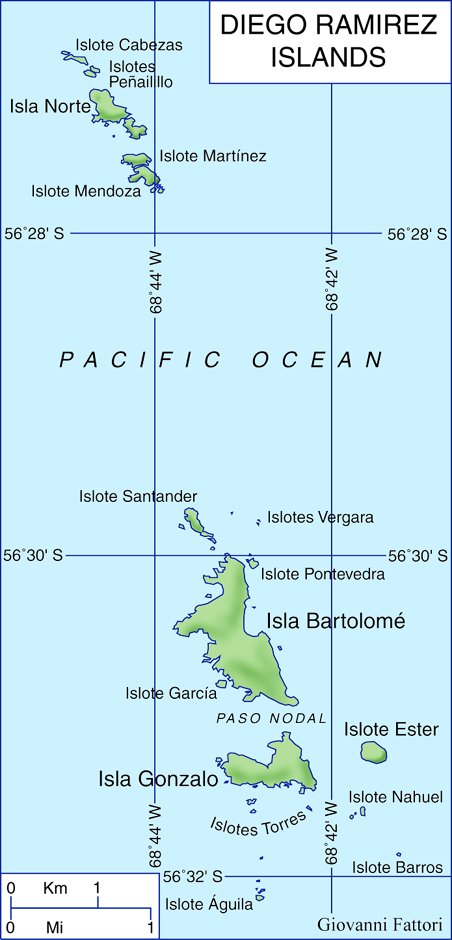
巴托洛梅岛和贡萨洛岛的位置

加西亚·德·诺达尔远航（英语：Garcia de Nodal expedition）是1619年西班牙王国为寻找大西洋和太平洋之间除麦哲伦海峡之外的通路，所进行的远航。船队围绕威廉·斯考滕和雅各布·勒梅尔新发现的合恩角进行了详细考察，发现了迭戈·拉米雷斯群岛，在1775年库克船长发现三明治群岛之前，这是人类所发现的陆地最南点。这是一次成功的远航，没有损失海员和船，并用很短的时间就完成了所有目标。 

## 过程
远航由费利佩三世批准，由来自蓬特维德拉的巴托洛梅（1574–1622年）和贡萨洛·加西亚·德·诺达尔（1569–1622年）两兄弟领导，宇宙学家迭戈·拉米雷斯·德·阿雷拉诺·查马斯担任首席导航员。远航使用了两艘结构相似的船只，以防止一艘船在航行时不得不等待另一艘船这一当时远航中常见的困难。每艘船四十名船员。1618年9月27日，船队从葡萄牙的里斯本起航（当时在费利佩三世治下和西班牙联合）。在船队驶过赤道时，并未举行庆祝的仪式，研究者认为说明西班牙船队可能并不流行这种仪式。
1619年1月中旬，船队到达维京角，看到了一艘遭遇海难的船在海上漂浮。1月22日，船队进入了火地岛和艾斯塔多岛之间的海峡，他们称之为圣维森特海峡（现称为勒梅尔海峡）。接下来的几周，他们仔细探索并命名了火地岛的南部海岸及其南部岛屿，包括将合恩角（Cape Horn）命名为圣伊尔德丰索角（Cabo San Ildefonso）。接下来，探险队向南航行至58º30'S，发现了迭戈·拉米雷斯群岛\，并进一步向南进入德雷克海峡，然后向北转入太平洋，并于2月25日从西侧尝试进入麦哲伦海峡，由于技术纯熟，他们首次尝试即告成功。他们于3月13日进入大西洋，并于1619年7月7日在拉各斯附近靠港，回到了西班牙。
远航之后，1620年迭戈·拉米雷斯担任塞维利亚贸易馆的高级领航员。1621年诺达尔兄弟的航海报告和拉米雷斯的报告相继出版。船队在荷恩角的探索可以被视为最专业的探险之一，其与当时标准不同的严谨颇可为人称道。不幸的是，诺达尔兄弟都在1622年因海难丧生，巴托洛梅于9月5日丧生于哈瓦那附近海面,而加西亚于10月13日在勒梅尔海峡前往智利支援当地殖民者的航程中遇难。然而，它们的名字通过许多景点，岩石和不伦瑞克半岛上最著名山峰的名称保留在合恩角。迭戈·拉米雷斯群岛的两个主要岛屿也以两兄弟命名，北部是巴托洛梅岛，南部是贡萨洛岛。两岛之间的海峡被称为诺达尔海峡。
诺达尔兄弟证明，威廉·斯考滕的宣称是正确的，确实存在对西班牙南美殖民地的严重威胁。他们还为自己的船只找到了一条替代路线。此次远航对西班牙帝国影响巨大，极大地改变了西班牙对美洲最南端地区的管理方式，使之不受1578年后崛起的德雷克的困扰。